# Zabijácká jezera
Zabijácká jezera (v anglickém originále Killer Lakes) je britský dokument z produkce BBC, který měl premiéru 4. dubna 2002. Jde o dílo z úspěšné série BBC Horizon, jenž odhaluje, co se stalo, když hory Nyiragongo vybuchly v Demokratické republice Kongo roku 2002. Dokument vyprávěl známý herec Martin Shaw a produkovala Teresa Hunt.